# Вітебсько-Оршанська операція

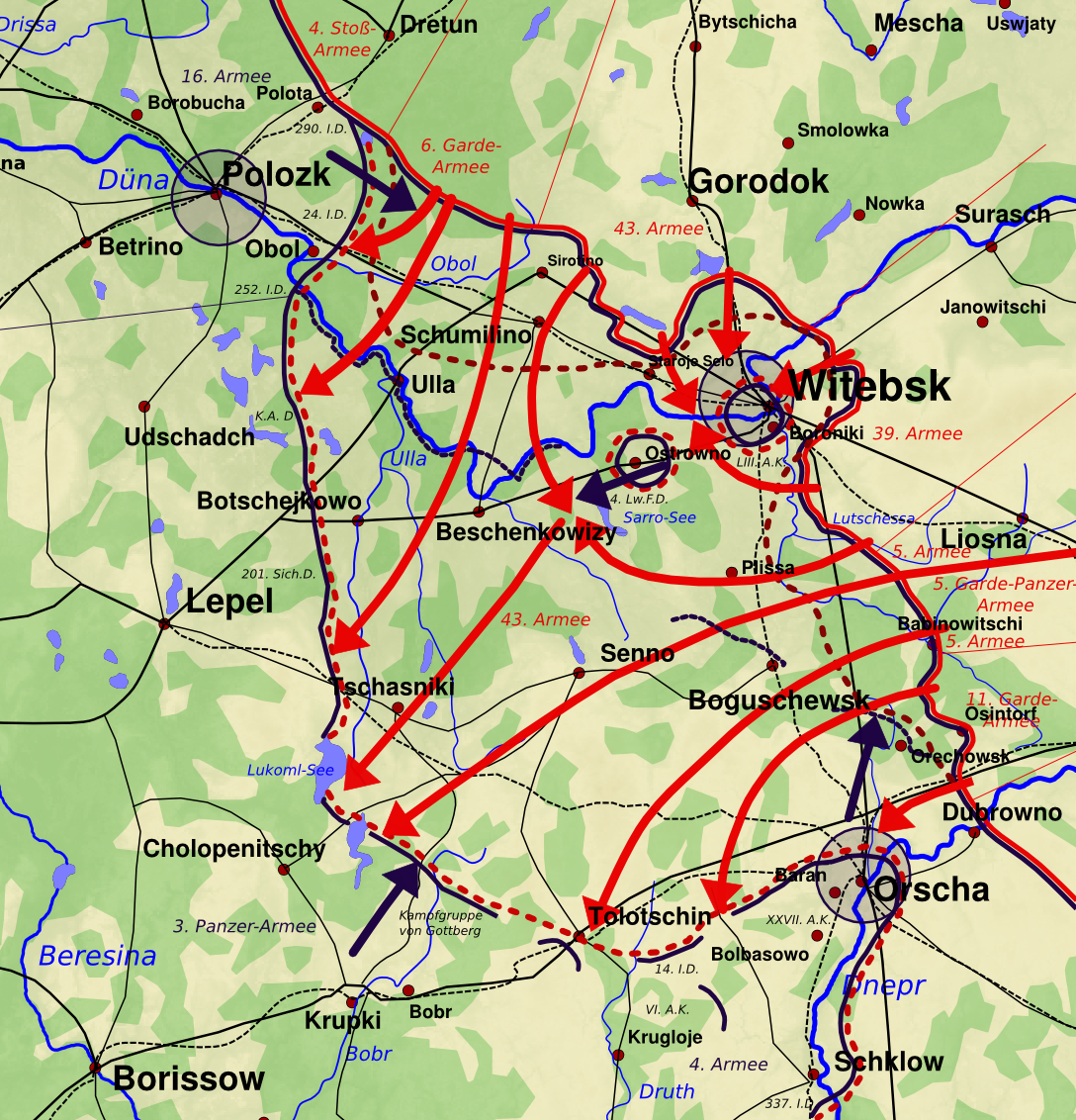
Операція «Багратіон». Карта Вітебсько-Оршанської операції. 22-27 червня 1944

Вітебсько-Оршанська операція (рос. Витебско-Оршанская операция) — фронтова наступальна операція радянських військ 1-го Прибалтійського (командувач генерал армії Баграмян І. Х.) і 3-го Білоруського фронтів (генерал-полковник, з 26 червня генерал армії Черняховський І. Д.) на лівому фланзі групи армій «Центр», складова та перша частина загального стратегічного наступу радянських військ у Білорусі літом 1944 року.
Завдання 1-го Прибалтійського фронту в операції полягало в оточенні Вітебська із заходу з розвитком наступу на південний захід до Лепель; 3-го Білоруського фронту — створення південної «клешні» оточення навколо Вітебська, оточення противника в районі Орші з виходом надалі в районі Борисова (південніше Лепеля, на південний захід Вітебська).

## Історія

### Співвідношення сторін

#### СРСР
- 1-й Прибалтійський фронт (командувач генерал армії Баграмян І. Х.)
  - 6-та гвардійська армія (командувач генерал-лейтенант Чистяков І. М.)
  - 43-тя армія (командувач генерал-лейтенант Бєлобородов О. П.)
  - 1-й танковий корпус (командир генерал-лейтенант танкових військ Бутков В. В.)
  - 3-тя повітряна армія (командувач генерал-лейтенант авіації Папивин М. П.).

- 3-й Білоруський фронт (командувач генерал-полковник, з 26 червня генерал армії Черняховський І. Д.)
  - 5-та армія (командувач генерал-лейтенант Крилов М. І.)
  - 11-та гвардійська армія (командувач генерал-лейтенант Галицький К. М.)
  - 31-ша армія (командувач генерал-лейтенант Глаголев В. В.)
  - 39-та армія (командувач генерал-лейтенант Людников І. І.)
  - 5-та гвардійська танкова армія (командувач маршал бронетанкових військ Ротмістров П. О.)
  - 2-й гвардійський танковий корпус (командир гвардії генерал-майор бронетанкових військ Бурдейний О. С.)
  - КМГ ген. Осликовського (командир гвардії генерал-майор Осликовський М. С.)
    - 3-й гвардійський механізований корпус (командир генерал-лейтенант Обухов В. Т.)
    - 3-й гвардійський кавалерійський корпус (командир гвардії генерал-майор Осликовський М. С.)

  - 1-ша повітряна армія (командувач генерал-лейтенант авіації Громов М. М.)

- з'єднання авіації далекої дії

#### Німеччина
- Група армій «Центр» (командувач генерал-фельдмаршал Е.Буш)
  - 3-тя танкова армія (командувач генерал-полковник Г.-Г. Райнхардт)
    - 6-й армійський корпус (командир генерал від інфантерії Г. Пфайффер)
    - 9-й армійський корпус (командир генерал від інфантерії Р.Вутманн)
    - 53-й армійський корпус (командир генерал від інфантерії Ф. Голвітцер)

  - 4-та армія (командувач генерал від інфантерії К. фон Тіппельскірх)
    - 12-й армійський корпус (командир генерал-лейтенант В. Мюллер)
    - 27-й армійський корпус (командир генерал від інфантерії П. Волькерс)
    - 39-й танковий корпус (командир генерал артилерії Р. Мартінек)

  - 6-й повітряний флот (командувач генерал-полковник Р. фон Грейм)
  - частини 1-го повітряного флоту (командувач генерал авіації К. Пфлюгбайль)

### Стислий розвиток подій
23 червня 1944 з початком масованої артилерійської підготовки наступальної операції війська 1-го Прибалтійського фронту зламали глибоко ешелоновану оборону противника під Вітебськом, і почали стрімке просування на захід. На другий день операції війська обох радянських фронтів розширили прорив до 30 км у глибину і до 90 км по лінії фронту.
Ключовим моментом в операції зі звільнення Вітебська стало форсування Червоною армією Західної Двіни одночасно на декількох напрямках для переправи на її лівий берег. У ході скоординованих дій 1-го Прибалтійського і 3-го Білоруського фронтів до кінця червня 1944 53-й армійський корпус (генерал від інфантерії Ф. Голвітцер) групи армій «Центр», що обороняв Вітебськ, потрапив в оточення і був практично повністю знищений, генералітет корпусу потрапив у полон. На південь від Вітебська були розгромлені частини 6-го армійського корпусу, командир корпусу Г. Пфайффер і всі командири дивізій загинули; корпусна група «D» (генерал-лейтенант В. Мюллер) була оточена в Бешенковичах.
27 червня німецьке угруповання припинило опір. 28 червня війська 1-го Прибалтійського фронту вийшли на рубіж Заозер'я — Лепель, а 3-го Білоруського фронту — до р. Березина північніше міста Борисов.
У ході проведення Вітебсько-Оршанської операції Червона Армія звільнила від окупації білоруські міста Шуміліно (23 червня), Бешенковичі, Богушевськ, Сєнно (25 червня), Вітебськ, Жлобин, Толочин (26 червня), Орша і Чашники (27 червня), Лепель (28 червня). За результатами наступу радянські війська «змели» лівий фланг групи армій «Центр», просунулися на 80—150 км і створили умови для продовження наступу в напрямку Мінська і Прибалтики.
За даними штабу фронту[якого?], в ході операції були оточені й повністю знищені 246-та, 106-та піхотні, 4-та і 6-та авіапольові дивізії, розгромлені 299-та, 14-та, 95-та, 197-ма піхотні дивізії, завдано великих втрат 256-й, 260-й піхотним, 286-й охоронній дивізіям і низці окремих частин.